# Champcey
Champcey és un municipi francès situat al departament de la Manche i a la regió de Normandia. L'any 2007 tenia 179 habitants.

## Demografia

### Població
El 2007 la població de fet de Champcey era de 179 persones. Hi havia 62 famílies de les quals 22 eren unipersonals (4 homes vivint sols i 18 dones vivint soles), 18 parelles sense fills, 13 parelles amb fills i 9 famílies monoparentals amb fills.
La població ha evolucionat segons el següent gràfic:
Habitants censats

### Habitatges
El 2007 hi havia 107 habitatges, 70 eren l'habitatge principal de la família, 23 eren segones residències i 13 estaven desocupats. 105 eren cases i 1 era un apartament. Dels 70 habitatges principals, 52 estaven ocupats pels seus propietaris i 18 estaven llogats i ocupats pels llogaters; 1 tenia una cambra, 3 en tenien dues, 9 en tenien tres, 13 en tenien quatre i 43 en tenien cinc o més. 59 habitatges disposaven pel capbaix d'una plaça de pàrquing. A 34 habitatges hi havia un automòbil i a 32 n'hi havia dos o més.

### Piràmide de població
La piràmide de població per edats i sexe el 2009 era:
| Homes | Edats   | Dones |
| ----- | ------- | ----- |
| 0     | 95 o +  | 0     |
| 0     | 90 a 94 | 0     |
| 0     | 85 a 89 | 4     |
| 0     | 80 a 84 | 0     |
| 4     | 75 a 79 | 0     |
| 4     | 70 a 74 | 8     |
| 0     | 65 a 69 | 4     |
| 16    | 60 a 64 | 4     |
| 8     | 55 a 59 | 8     |
| 4     | 50 a 54 | 4     |
| 8     | 45 a 49 | 4     |
| 0     | 40 a 44 | 8     |
| 0     | 35 a 39 | 0     |
| 4     | 30 a 34 | 8     |
| 4     | 25 a 29 | 0     |
| 4     | 20 a 24 | 8     |
| 8     | 15 a 19 | 8     |
| 0     | 10 a 14 | 4     |
| 4     | 5 a 9   | 8     |
| 4     | 0 a 4   | 0     |

## Economia
El 2007 la població en edat de treballar era de 112 persones, 84 eren actives i 28 eren inactives. De les 84 persones actives 75 estaven ocupades (40 homes i 35 dones) i 8 estaven aturades (4 homes i 4 dones). De les 28 persones inactives 13 estaven jubilades, 9 estaven estudiant i 6 estaven classificades com a «altres inactius».

### Ingressos
El 2009 a Champcey hi havia 74 unitats fiscals que integraven 184 persones, la mediana anual d'ingressos fiscals per persona era de 15.514 €.

### Activitats econòmiques
Dels 7 establiments que hi havia el 2007, 2 eren d'empreses de construcció, 2 d'empreses immobiliàries i 3 d'empreses de serveis.
L'únic servei als particulars que hi havia el 2009 era una lampisteria.
L'any 2000 a Champcey hi havia 14 explotacions agrícoles que ocupaven un total de 320 hectàrees.

## Poblacions més properes
El següent diagrama mostra les poblacions més properes.